# Carnotova zeď

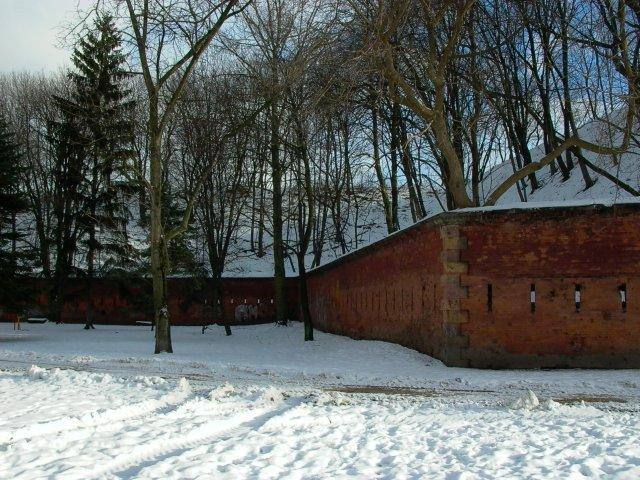
Carnotova zeď je použita i u varšavské citadely

Carnotova zeď je cihlové obranné zdivo se střílnami, které se používalo v opevněních z první poloviny 19. století. Pojmenovaná je podle francouzského matematika, politika a pevnostního stavitele Lazare Carnota. Zeď byla obvykle umístěna na svahu, úpatí či příkopu pevnostní stavby. Tento obranný prvek měl chránit proti útokům dělostřelectva a tvořit nepřekonatelnou překážku pro nepřátelskou pěchotu.
Největší oblíbenost si Carnotova zeď získala po konečné Napoleonově porážce v roce 1815 mezi německými zeměmi, Prusy, Rakušany a také Rusy. Angličané a Francouzi se zpočátku zdráhali novinku přijmout.

## Použití

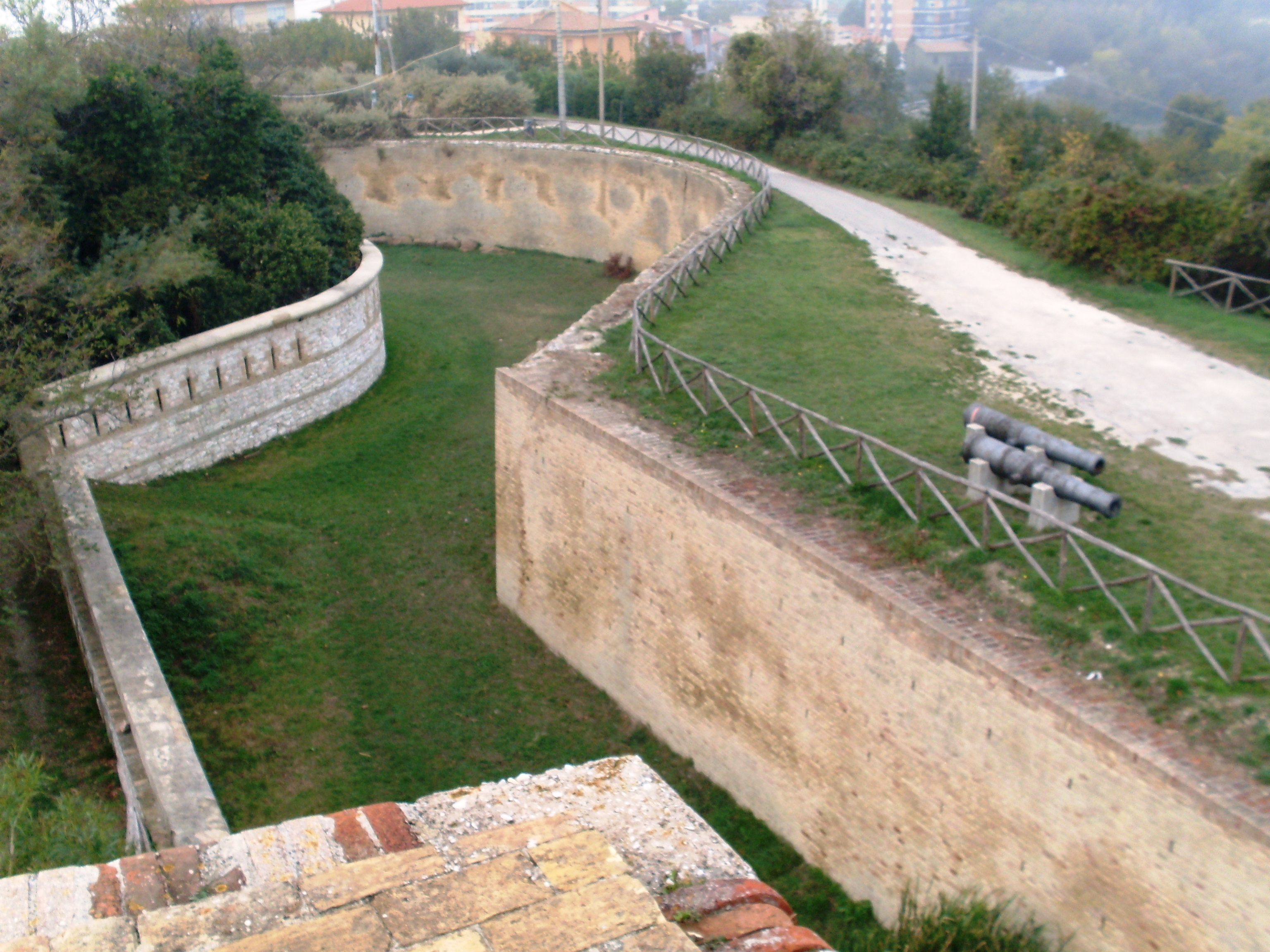
Carnotova zeď použita ve Forte Altavilla v italské Anconě

Ve třicátých letech devatenáctého století využili Carnotovu zeď Rakušané při stavbě pevnosti ve Veroně v Itálii. Ve stejném období použili tento obranný prvek také Rusové při opevňování Varšavy. V Německu byla použita například v Ulmu či v Koblenzi.

## Pardubická rarita ze 16. století

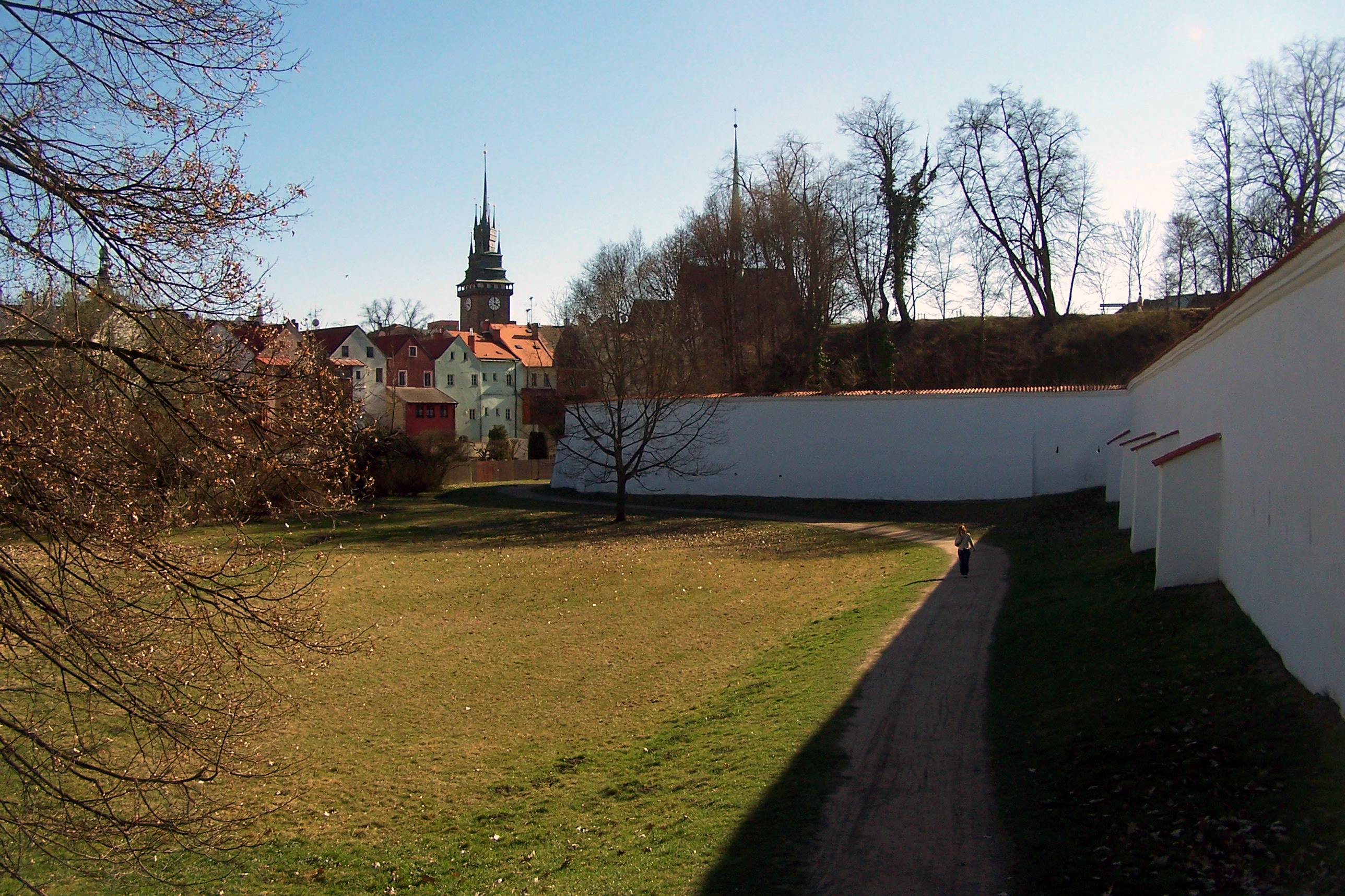
Carnotova zeď již ze 16. století u paty obranného valu pardubického zámku

Velkou raritou a svým způsobem záhadou je existence zdi jako součásti opevnění renesančního pardubického zámku. Rarita spočívá ve faktu, že zeď byla vystavěna již v 16. století v období vlády Pernštejnů. V Pardubicích se tedy tento opevňovací prvek objevil o tři století dříve, než došlo k jeho rozšíření v Evropě.